# Chrono des Nations-Les Herbiers-Vendée féminin 2011
La 25e édition du Chrono des Nations-Les Herbiers-Vendée féminin a eu lieu le 16 octobre 2011. La course fait partie du calendrier international féminin UCI 2011 en catégorie 1.1. Elle est remportée par l'Américaine Amber Neben.

## Classements

### Classement final
| \| Classement général \| Classement général \| Classement général \| Classement général \| Classement général \| \| Coureur \| Coureur \| Pays \| Équipe \| Temps \| \| ------------------ \| ------------------ \| ------------------ \| ------------------------------- \| ------------------ \| \| 1re \| Amber Neben \| États-Unis \| HTC-Highroad Women \| 27 min 58 s \| \| 2e \| Kristin Armstrong \| États-Unis \| Peanut Butter & Co Twenty12 \| + 9 s \| \| 3e \| Olga Zabelinskaïa \| Russie \| Diadora-Pasta Zara \| + 1 min 03 s \| \| 4e \| Tatiana Antoshina \| Russie \| Gauss \| + 1 min 07 s \| \| 5e \| Pia Sundstedt \| Finlande \| \| + 1 min 15 s \| \| 6e \| Julia Shaw \| Royaume-Uni \| \| + 1 min 26 s \| \| 7e \| Sharon Laws \| Royaume-Uni \| Garmin-Cervélo \| + 2 min 02 s \| \| 8e \| Jeannie Longo \| France \| \| + 2 min 17 s \| \| 9e \| Mélodie Lesueur \| France \| GSD Gestion \| + 2 min 22 s \| \| 10e \| Liesbet De Vocht \| Belgique \| Topsport Vlaanderen 2012-Ridley \| + 2 min 23 s \| |                   |             |                                 |              |
| |                   |             |                                 |              |
| Source : Cycling Quotient |                   |             |                                 |              |
| Classement général |                   |             |                                 |              |
| Coureur | Coureur           | Pays        | Équipe                          | Temps        |
| 1re | Amber Neben       | États-Unis  | HTC-Highroad Women              | 27 min 58 s  |
| 2e | Kristin Armstrong | États-Unis  | Peanut Butter & Co Twenty12     | + 9 s        |
| 3e | Olga Zabelinskaïa | Russie      | Diadora-Pasta Zara              | + 1 min 03 s |
| 4e | Tatiana Antoshina | Russie      | Gauss                           | + 1 min 07 s |
| 5e | Pia Sundstedt     | Finlande    |                                 | + 1 min 15 s |
| 6e | Julia Shaw        | Royaume-Uni |                                 | + 1 min 26 s |
| 7e | Sharon Laws       | Royaume-Uni | Garmin-Cervélo                  | + 2 min 02 s |
| 8e | Jeannie Longo     | France      |                                 | + 2 min 17 s |
| 9e | Mélodie Lesueur   | France      | GSD Gestion                     | + 2 min 22 s |
| 10e | Liesbet De Vocht  | Belgique    | Topsport Vlaanderen 2012-Ridley | + 2 min 23 s |

### Points UCI
| Position           | 1er | 2e | 3e | 4e | 5e | 6e | 7e | 8e | 9e | 10e | 11e | 12e |
| Classement général | 60  | 45 | 35 | 30 | 25 | 20 | 15 | 10 | 8  | 6   | 4   | 2   |